# Patrick Saggau
Patrick Saggau (* 26. November 1983 in Lübeck) ist ein deutscher Eishockeyspieler (Stürmer), der seit Januar 2023 beim CE Timmendorfer Strand in der Regionalliga Nord unter Vertrag steht.

## Karriere
Saggau begann seine Karriere in der Saison 1999/00 in der Oberliga beim EC Timmendorfer Strand, für den er bis zur Saison 2002/03 spielte und in der Regionalliga sehr gute Leistungen zeigte, woraufhin er im gleichen Jahr sein DEL-Debüt im Dress der Eisbären Berlin gab.
Zur Saison 2003/04 kehrte Saggau dann in die Oberliga zurück, wo er einen Vertrag bei den Hannover Indians unterschrieb, bei denen er bis zur Saison 2005/06 unter Vertrag stand.
Nach seiner Zeit in Hannover zog es Saggau zur Saison 2006/07 in die DEL zu den Straubing Tigers, bevor er unter der Saison in die 2. Bundesliga zum EHC München wechselte, für den er zuvor schon einige Spiele per Förderlizenz bestritten hatte.
In der Saison 2007/08 spielte Saggau dann bei den Moskitos Essen, bei denen er eine solide Saison spielte, woraufhin die Lausitzer Füchse, bei denen er in der Saison 2008/09 unter Vertrag stand, auf ihn aufmerksam wurden.
2009 kehrte er zum EHC Timmendorfer Strand 06 zurück. Dort spielt er zusammen mit seinem jüngeren Bruder Thorben Saggau. In der Saison 2010/11 wählte das Fachmagazin Eishockey News Saggau zum drittbesten Spieler der Oberliga Nord.

## Statistiken
(Legende zur Spielerstatistik: Sp oder GP = absolvierte Spiele; T oder G = erzielte Tore; V oder A = erzielte Assists; Pkt oder Pts = erzielte Scorerpunkte; SM oder PIM = erhaltene Strafminuten; +/− = Plus/Minus-Bilanz; PP = erzielte Überzahltore; SH = erzielte Unterzahltore; GW = erzielte Siegtore; 1 Play-downs/Relegation; Kursiv: Statistik nicht vollständig)